# 皮耶韦多尔米
皮耶韦多尔米（義大利語：Pieve d'Olmi），是意大利克雷莫纳省的一个市镇。总面积19平方公里，人口1278人，人口密度67.3人/平方公里（2009年）。国家统计（ISTAT）代码为019074。